# Hjalmar Falk (filolog)
 For alternative betydninger, se Hjalmar Falk. (Se også artikler, som begynder med Hjalmar Falk)
Hjalmar Sejersted Falk (født 2. april 1859 i Vangs præstegæld ved Hamar, død 2. november 1928 i Oslo) var en norsk sprogforsker.
Falk blev student i 1876 og tog i 1882 den sproglig-historiske lærereksamen. Han var derefter i flere år lærer i Kristiania, men fortsatte ved siden deraf sine videnskabelige studier, navnlig af germanske sprog og nordisk mytologi, til dels under stipendieophold i Tyskland (i Tübingen under Sievers) og i England. I 1888 tog han den filosofiske doktorgrad for en afhandling Om nomina agentis i det oldnorske Sprog (trykt på tysk i Beiträge zur Geschichte der deutschen Sprache und Litteratur, XIV, 1889), blev 1890 universitetsstipendiat, 1895 docent og 1897 professor i germansk filologi ved Universitetet i Kristiania. Som universitetslærer, navnlig som lærer i tysk, har han arbejdet for en mere praktisk og moderne sprogundervisning.
Han har offentliggjort en række afhandlinger af sprogvidenskabelig filologisk og kulturhistorisk art, for den største del indtaget i Arkiv for nordisk filologi og i skrifter, udgivne af Videnskabsselskabet i Kristiania. Af disse bør specielt nævnes Altnordisches Seewesen (Wörter und Sachen, 1912), Altnordische Waffenkunde (Videnskabs-Selskabets Skrifter, 1914), Sólarljóð (sammesteds). Sammen med Alf Torp har han udgivet Dansk-norskens Lydhistorie med særligt Hensyn paa Orddannelse og Bøining (1898), Dansk-norskens Syntax i historisk Fremstilling (1900), og Etymologisk Ordbog over det norske og det danske Sprog (1901-06;[kilde mangler] en omarbejdet tysk udgave er udkommet 1910-11). Særlig dette sidste arbejde vidner om megen lærdom og kombinationsevne og er af stor betydning for nordisk sprogforskning. 
Af populær og underholdende art er nogle ældre småskrifter Vanskabninger i det norske Sprog (1893), Sprogets visne Blomster (1894) og Kulturminder i Ord (1900). Falk har kraftig taget ordet for en reform af retskrivning og tegnsætning og har udgivet småskrifter derom (Om en reformeret Tegnsætning (1893) og Reform af Retskrivningen (1899). I sprogstriden i Norge har han ved foredrag og i dagspressen optrådt som talsmand for riksmål. Af hans produktion fra de sidste år fortjener især at nævnes hans Betydningslære (1920). Falk var præses i Kristiania Videnskabsselskab og formand i komiteen for fælles retskrivning for riksmål og landsmål.